# Ibbett Bay
Ibbett Bay är en vik i Kanada.   Den ligger i territoriet Northwest Territories, i den norra delen av landet, 3 900 km nordväst om huvudstaden Ottawa.